# Église Saint-Sauveur de Saorge
L'église Saint-Sauveur est une église catholique située à Saorge, en France.

## Localisation
L'église est située dans le département français des Alpes-Maritimes, sur la commune de Saorge.

## Historique
Le grand incendie de 1465 a détruit l'église du village dédié à saint Antoine. Cette église devait déjà se trouver à l'emplacement actuel.
Vers 1500, les villageois reconstruisent l'église qui est dédiée au saint Sauveur.
Le XVIIe siècle est un siècle de grande prospérité pour Saorge. La ville compte 22 notaires en 1610 et encore 11, en 1679. La plupart des autels datent de cette période.
La chapelle des Pénitents blancs a été construite au-dessus du collatéral nord, au début du XVIIe siècle.
Le dallage de l'église est refait en 1613 et la voûte en 1717-1718.
Le maître autel a été réalisé par un artisan de San Remo et consacré en 1732.
En 1762, Jules César Osenda offre le bénitier en pierre noire. C'est la même année que les colonnes en pierres noires sont enduites de stuc rouge.
La sacristie est agrandie en 1782. 
Le clocher carré a été construit en 1812 avec une petite coupole en bulbe couvert de tuiles polychromes. Il abrite un carillon de quatre cloches datant de 1803 et 1834 fondues à Nice.
En 1903, les chapiteaux sont revêtus en couleur or.
L'édifice est classé au titre des monuments historiques le 25 novembre 1981. L'église avait déjà été inscrite au titre des Monuments historiques le 17 mai 1974.
On trouve une inscription romaine encastrée dans le parement extérieur du mur latéral, près de la porte latérale.
Le portail principal est décoré de deux pilastres et d'un linteau représentant l'agneau pascal. Le tympan est décoré d'une peinture représentant les symboles de la papauté.

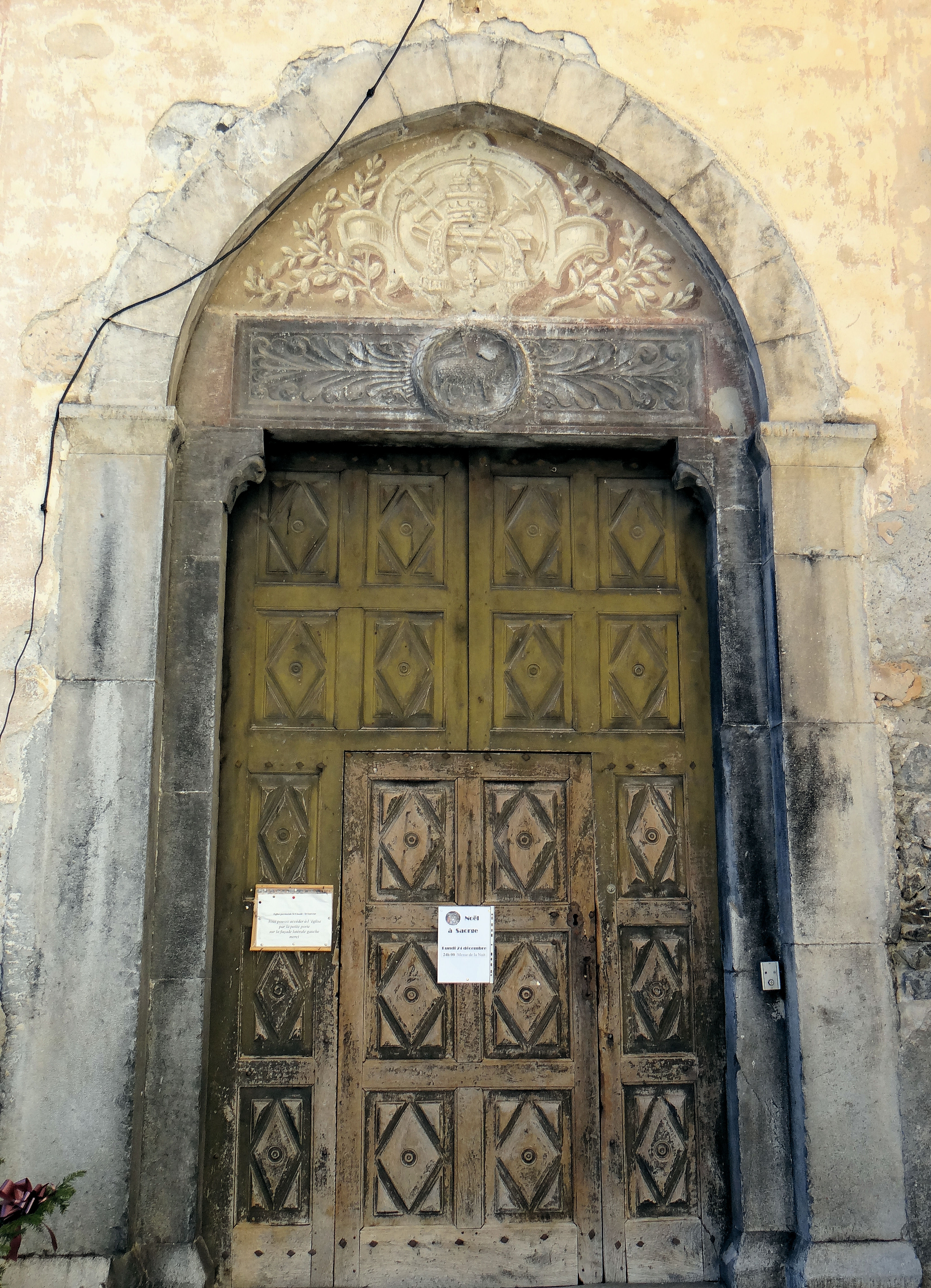
Portail principal
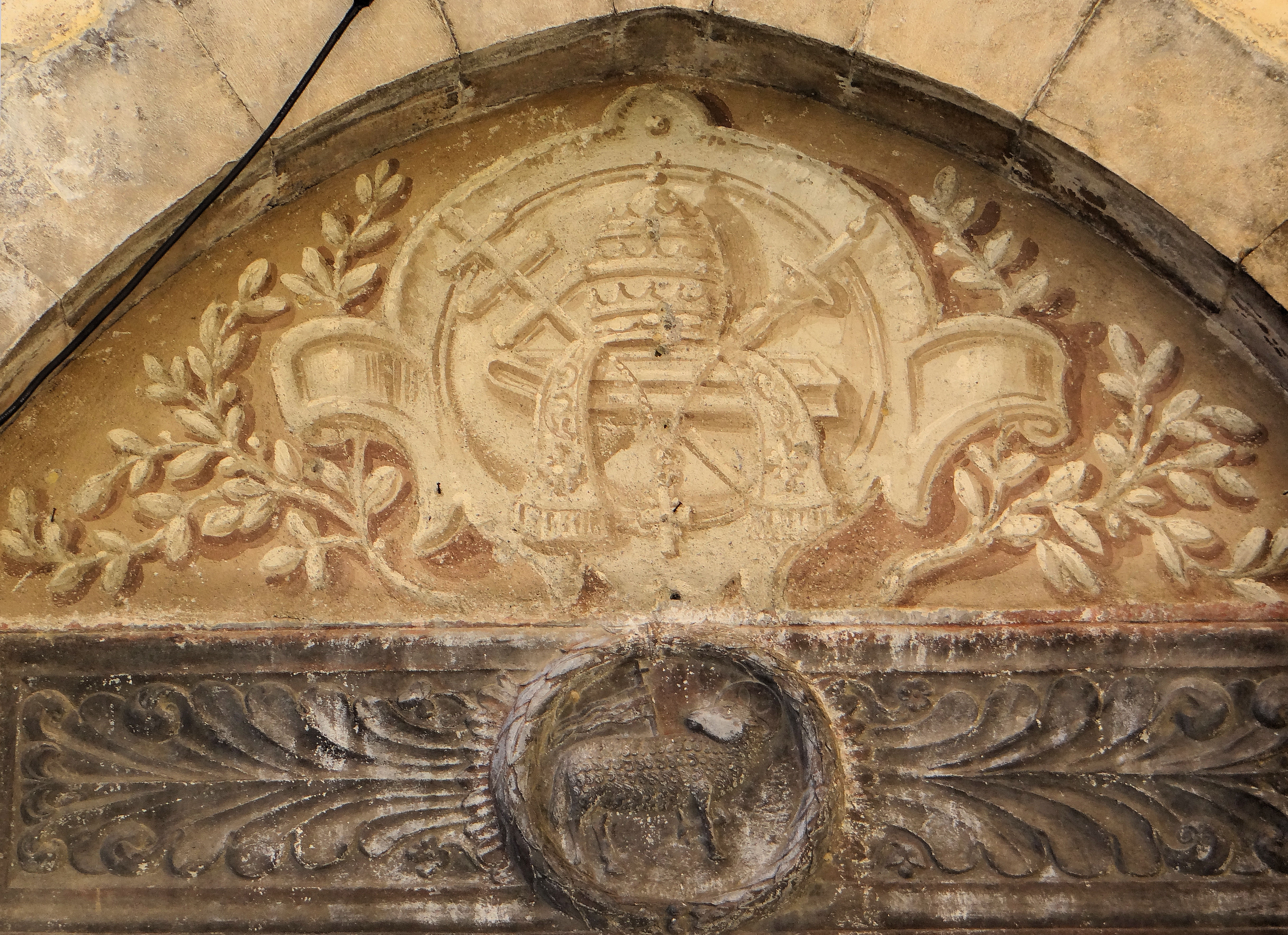
Tympan du portail principal
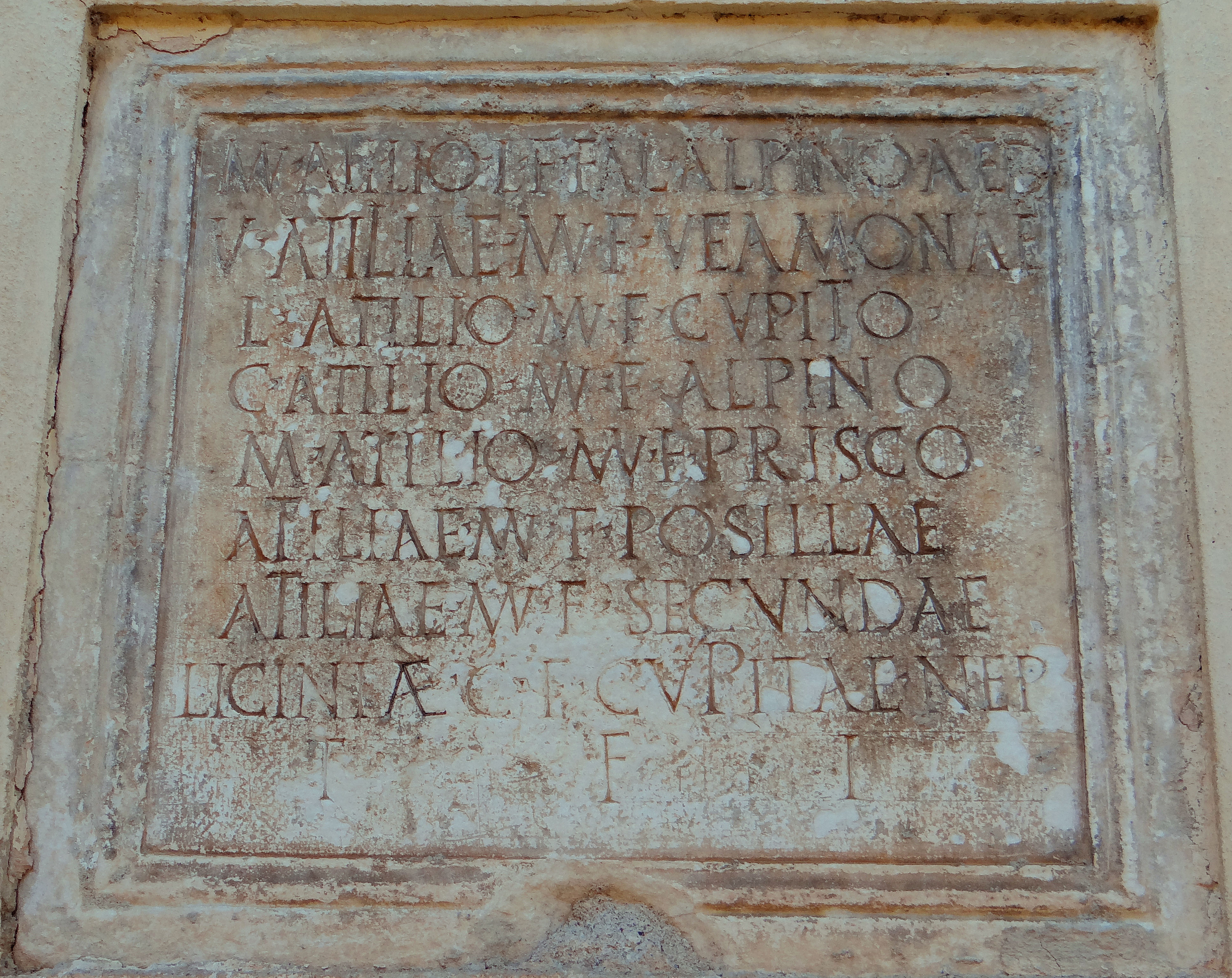
Inscription romaine
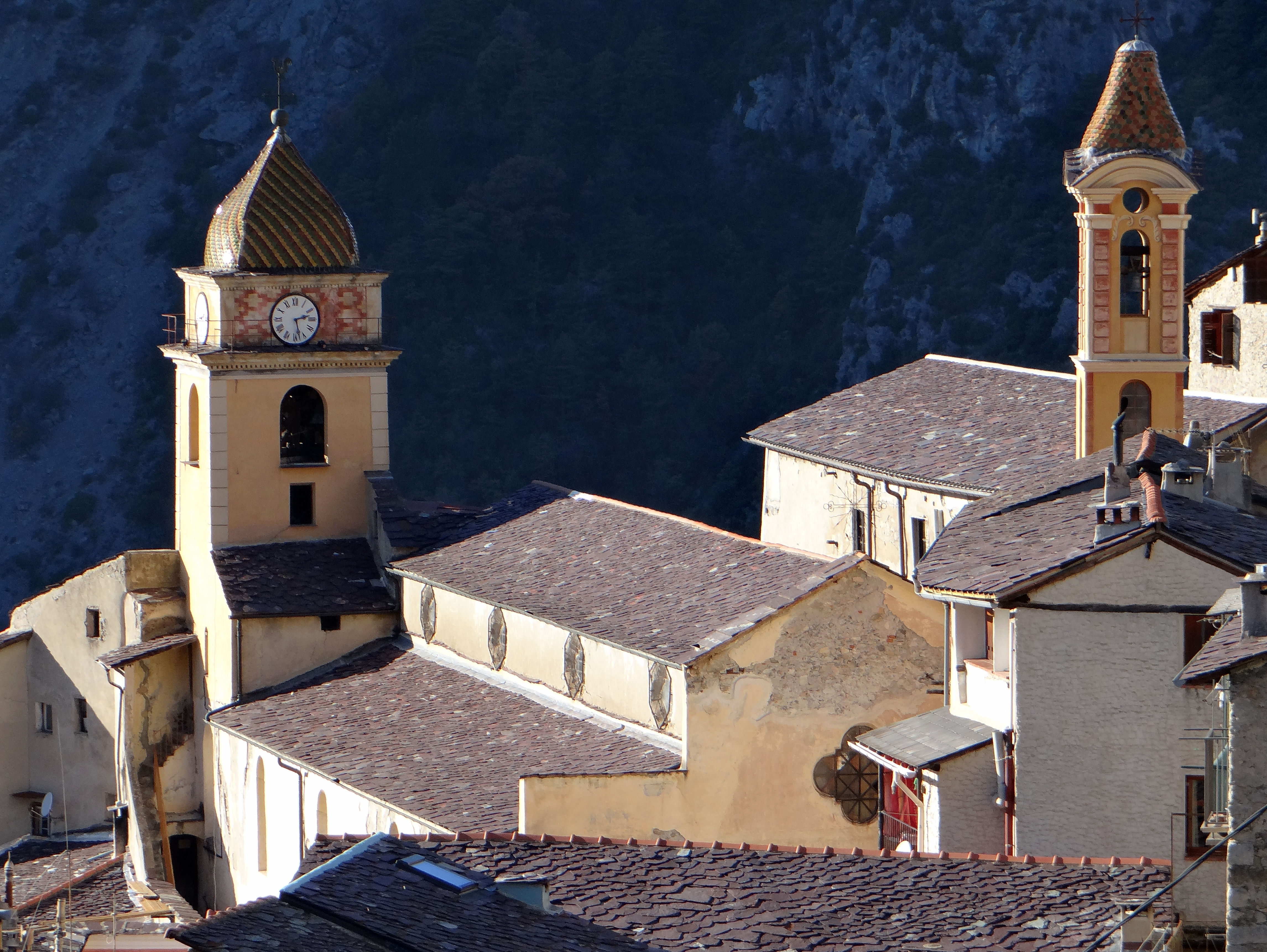
L'église Saint-Sauveur et la chapelle des Pénitents blancs

## Mobilier
L'église possède plusieurs autels datant du XVIIe siècle et XVIIIe siècle. L'autel Saint-Joseph a été fondé en 1639 par Thomas Toesca, avocat. Sur l'autel se trouve l'ancien tabernacle de l'église datant de 1539. 
L'église possède un tableau de Gaspard Toesca qui est dit il pittore, quand il est compris parmi les membres de l'assemblée communale de 1636. Il a peint pour l'église le tableau La Sainte-Trinité. Ce tableau a été peint pour orner l'autel fondé par la famille Valla.
L'autel des saints François d'Assise et François Xavier a été fondé avant 1610 par la famille Bonfante. Le tableau représentant les deux saints date du XVIIe siècle.
L'autel dédié à Saint-Antoine-de-Padoue a été fondé au XVIIe siècle par la famille Bottone, comte de Saint-Joseph, dans la province de Biella en Italie.
L'autel dédié à saint Éloi, patron des muletiers saorgiens, existait déjà en 1642. Il est orné d'un tableau du XVIIIe siècle représentant la Vierge et l'Enfant entre saint Antoine et saint Éloi.

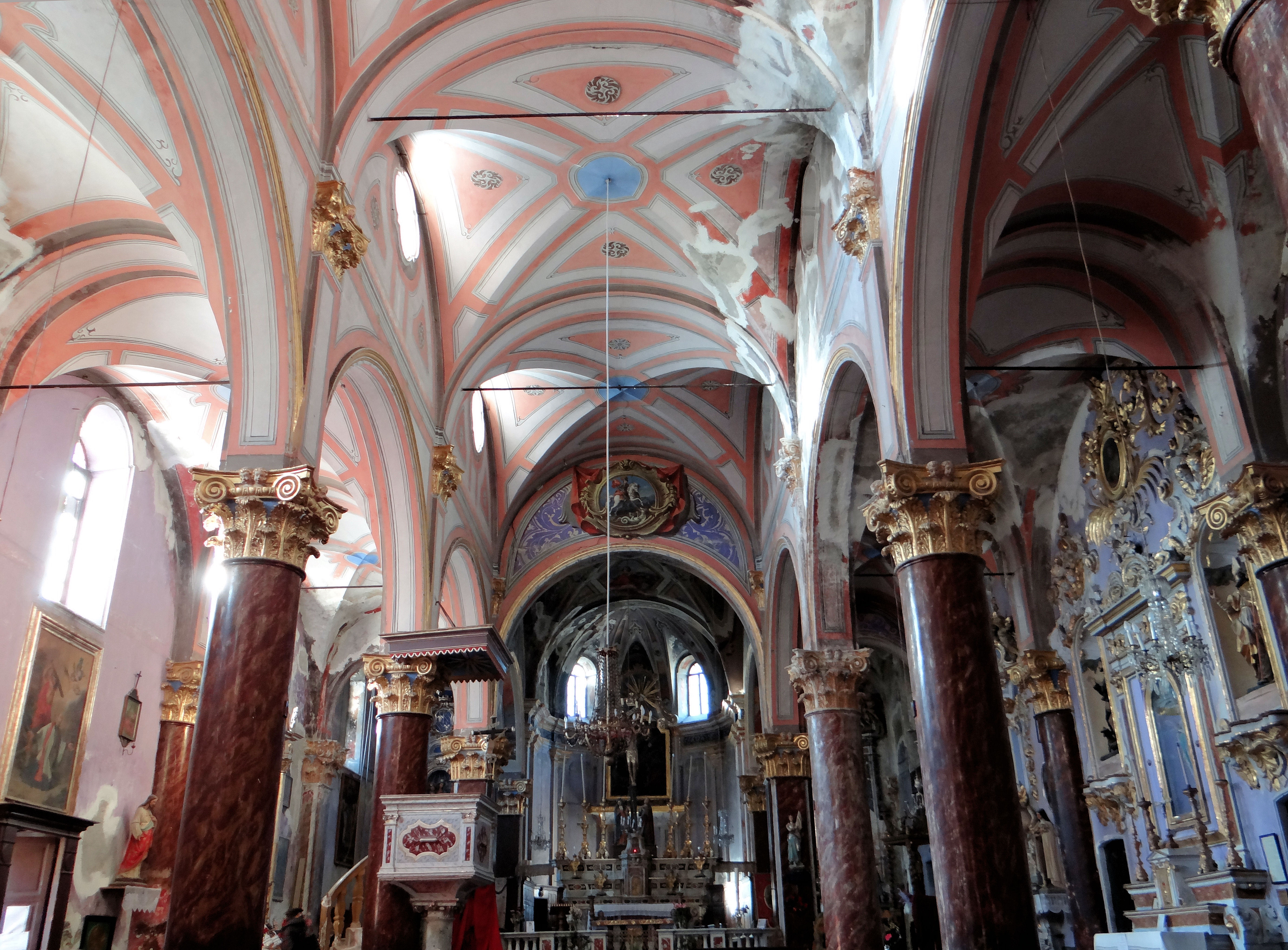
Le vaisseau central et les collatéraux
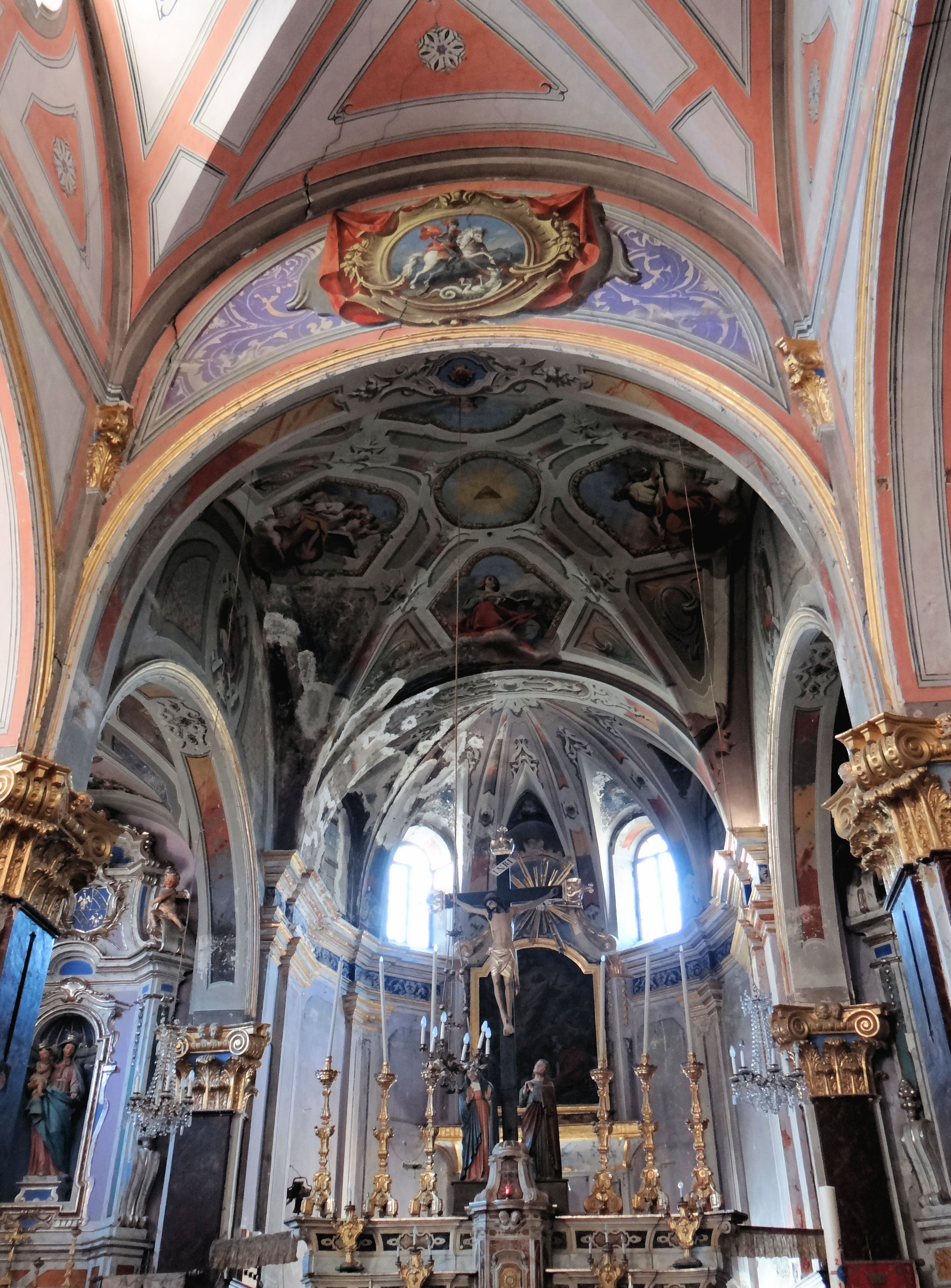
Le maître autel
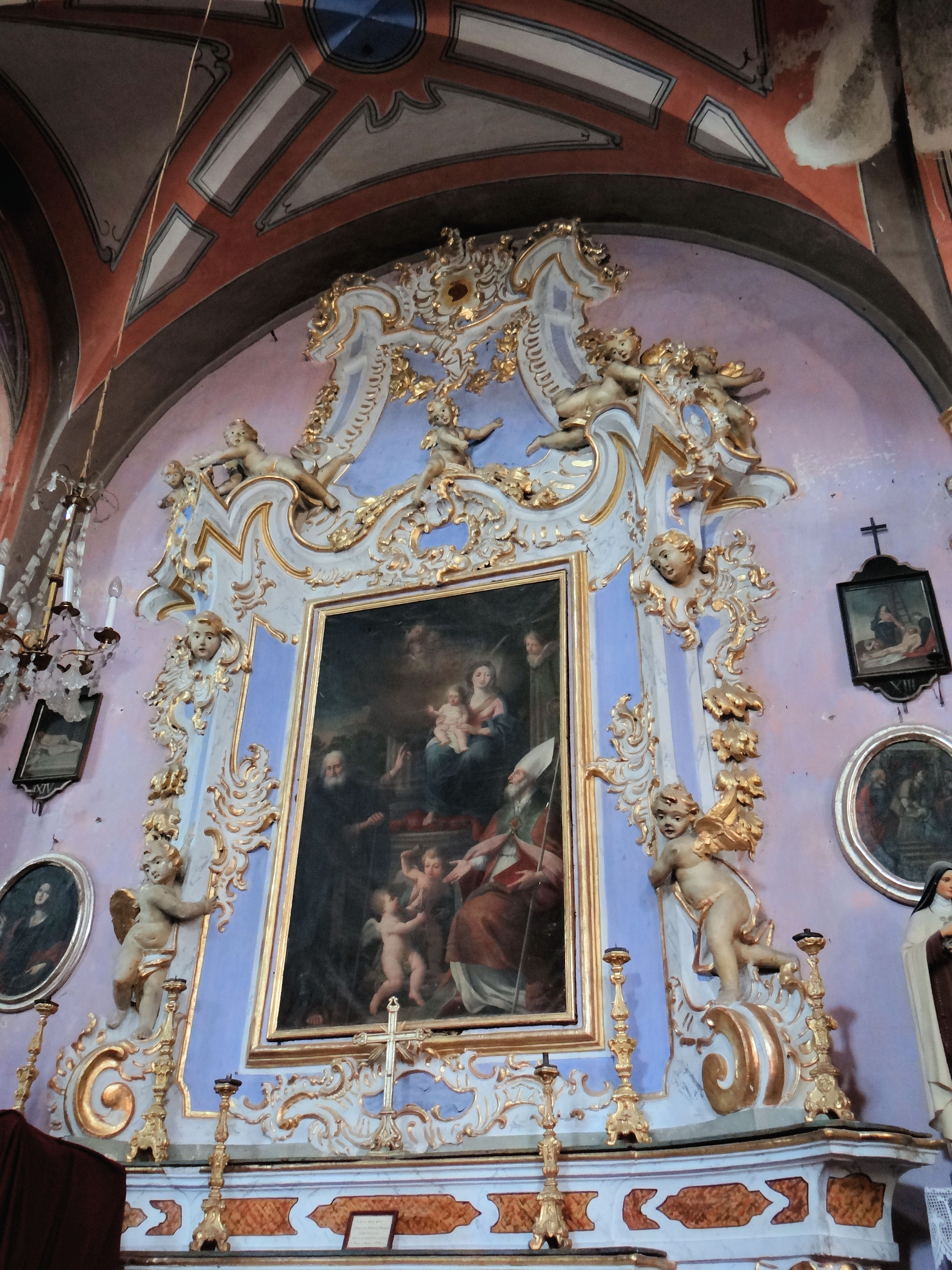
Autel de Saint-Éloi avec le retable et un tableau représentant la Vierge et l'Enfant avec saint Éloi
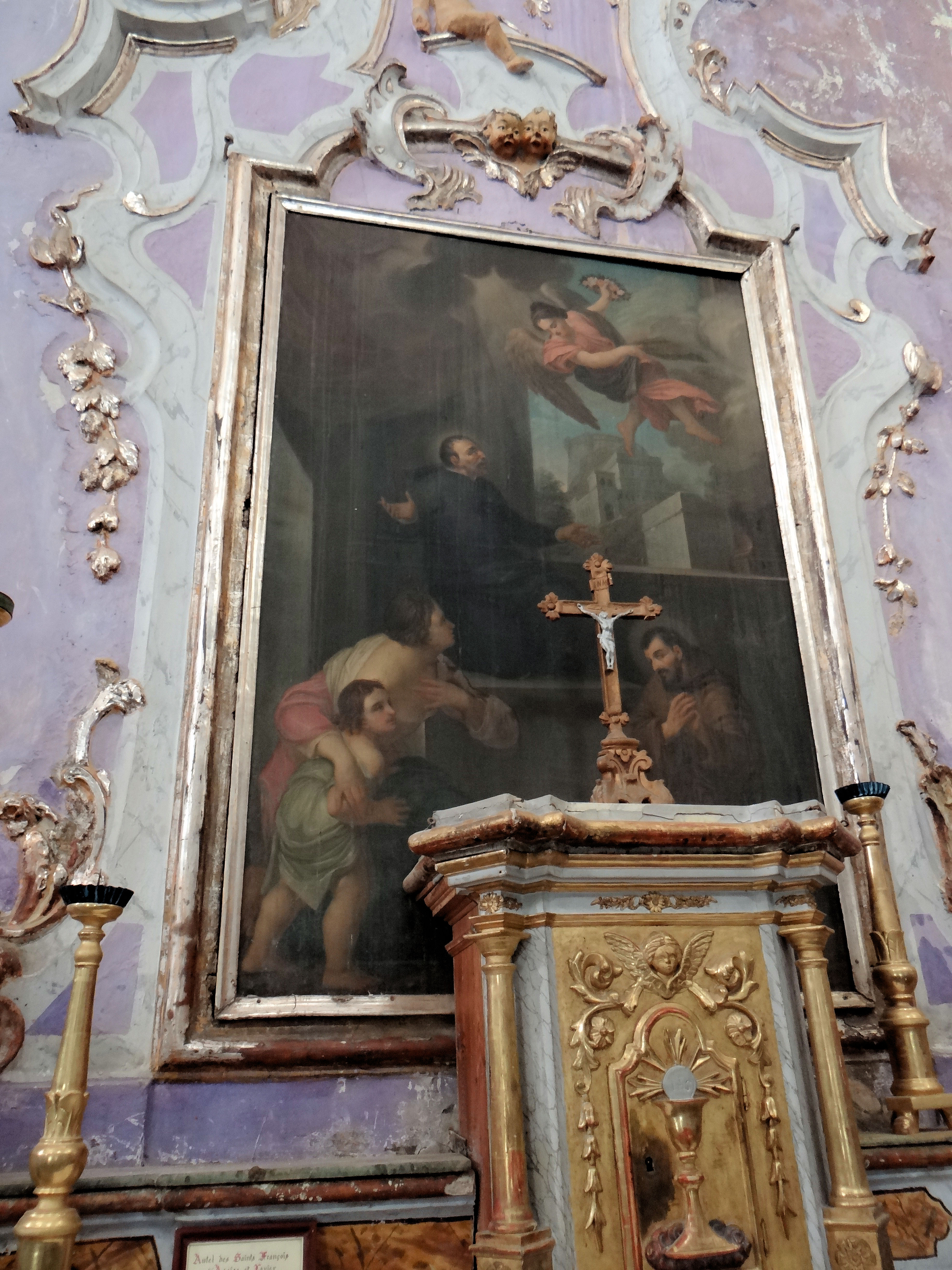
L'autel des saints François d'Assise et François Xavier
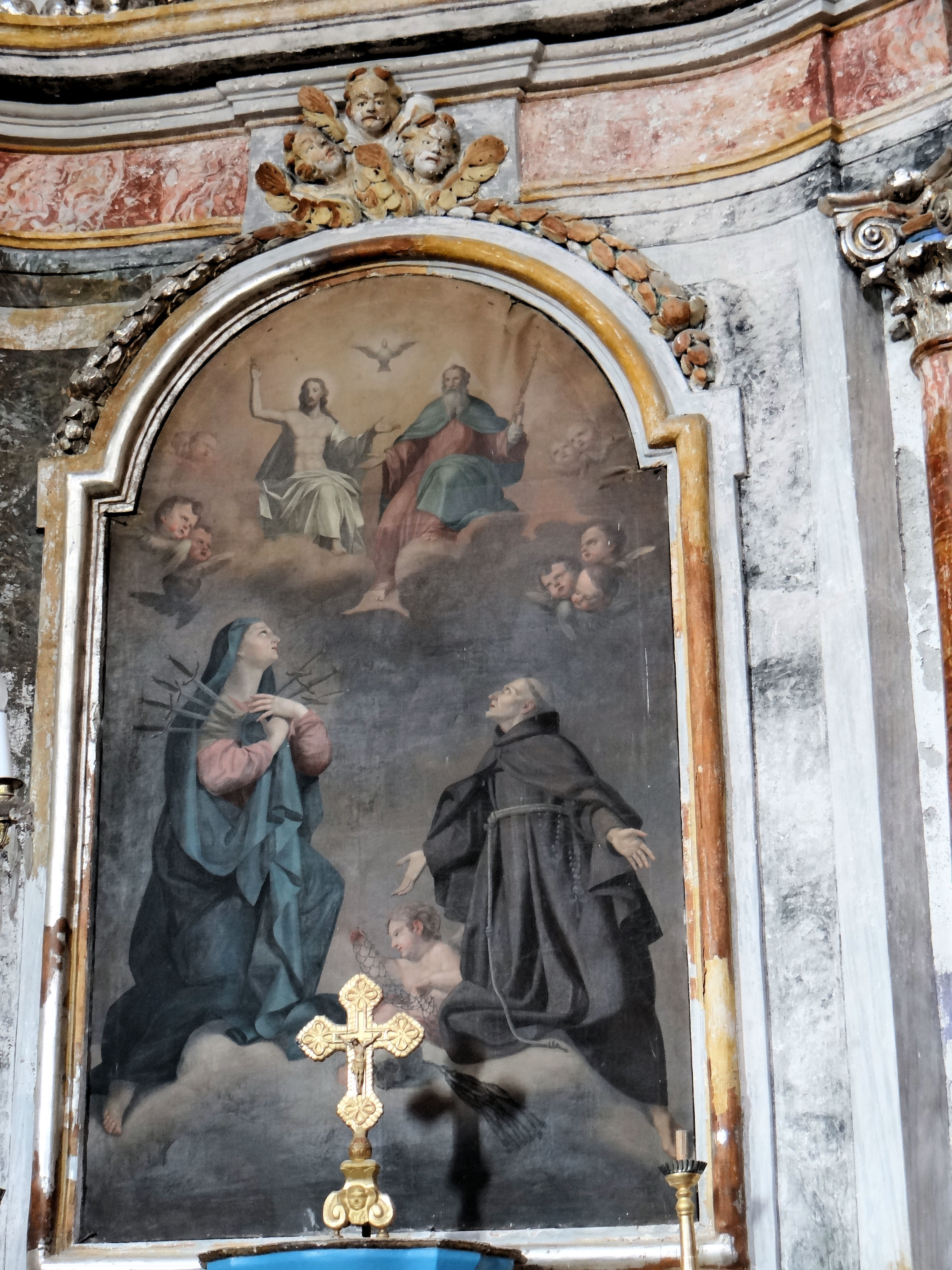
Tableau représentant la Trinité et la Vierge des Sept Douleurs

## L'orgue Lingiardi
Les frères Lingiardi, facteurs d'orgue à Pavie, installent un orgue à Saorge en 1847,,.
L’église Saint-Sauveur de Saorge avait un orgue dès 1739. Mais en 1841 le conseil de fabrique envisage de changer d'orgue. La commune s'est décidée en 1844 pour un nouvel instrument en réutilisant l’ancien buffet, mais en l’élargissant et en l’approfondissant. Les frères Luigi et Giacomo Lingiadi présentent un devis de 3 700 lires le 12 octobre 1844. La commune trouve l'orgue trop cher et doivent emprunter pour l'acheter. Le devis est finalement accepté le 25 juillet 1845 en établissant plusieurs échéances de paiement. Le devis définitif est date du 3 décembre 1845. L'ancien orgue est cédé à la commune de Fontan qui dépend alors de Saorge.
L'orgue permet de jouer à l'église aussi bien des airs de théâtre qu'une polyphonie très évoluée. L'harmonisation de son Ripieno en fait aussi un instrument convenant très bien à la musique du XVIIe siècle.
L'orgue construit à Pavie, arrive par bateau à Nice où il est enregistré à l'octroi le 16 août 1847 et de là transporté par des mulets jusqu'à Saorge. L'orgue est reçu à l'église de Saorge le 20 septembre 1847 par Joseph Meyer, facteur et réparateur d'orgues à Nice, en présence du sénateur Guiglia, syndic de Saorge.
Le nouvel orgue a un clavier de 54 notes avec première octave courte, et un pédalier «a leggio» de 19 touches pour 12 notes chromatiques. Le Ripieno comprend 13 registres. Il y a 18 registres de concert, avec quelques accessoires («rollante», «campanelli»,…). 
Registres à la console :
- File de gauche :
  - Terza mano
  - Voce umana
  - Ottavino soprani
  - Cornetto chinese
  - Flauto traversiere
  - Viola bassi
  - Fagotto bassi
  - Trombe soprani
  - Violoncello soprani
  - Flauto in ottava
  - Cornetto a tre voci
  - Timpani
- File de droite :
  - Controbassi alla tastiera
  - Principale basso
  - Principale soprani
  - Ottava basso
  - Ottava soprani
  - Decima quinta
  - Decima nona
  - Vigesima IIa e VIa
  - Vigesima VIa e IXa
  - Trigesima IIIa e VIa
  - Controbassi e rinforzi
  - Campanelli alla tastiera
- Accessoires
  - Banda militare
  - Rollante

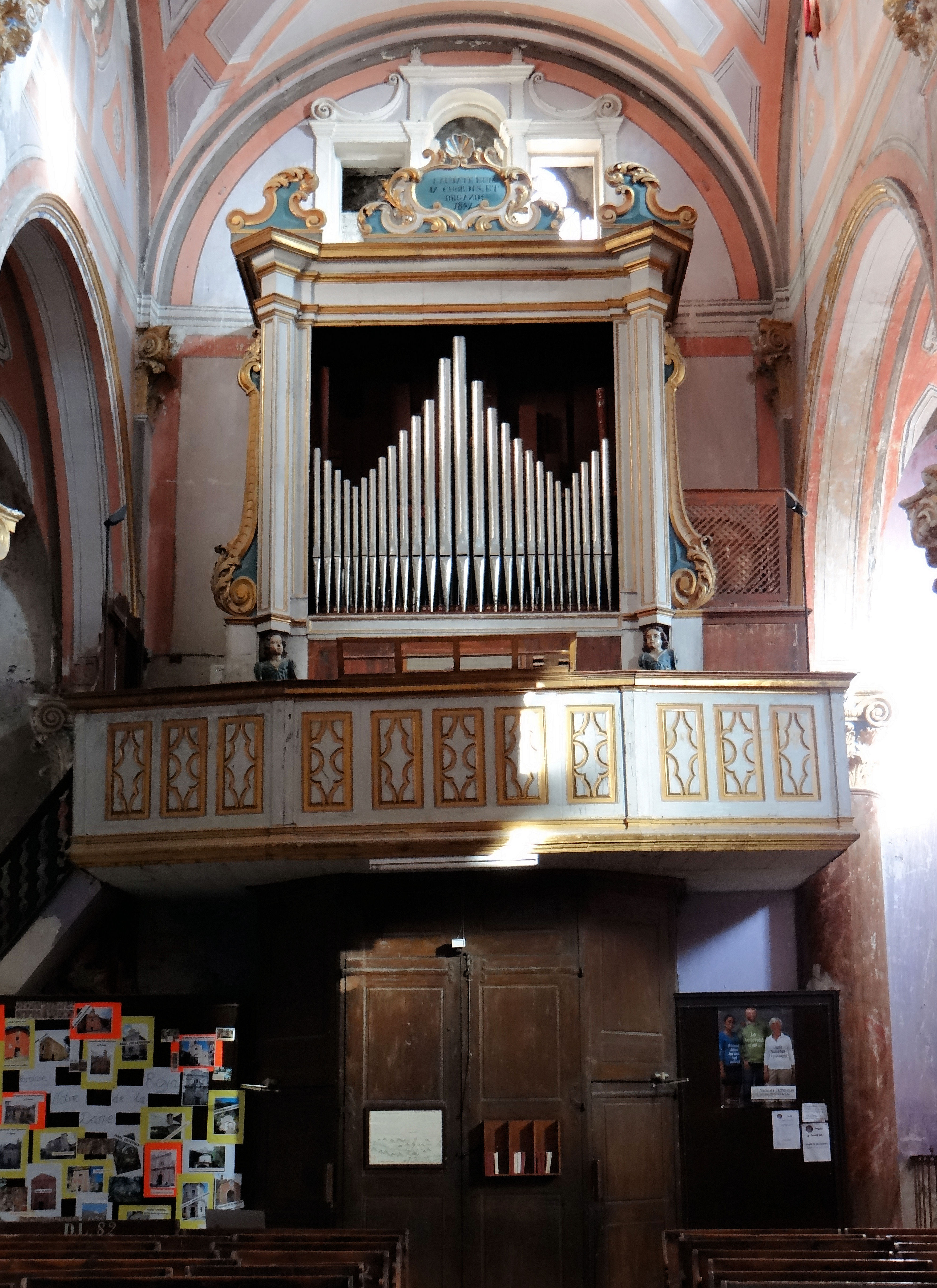
L'orgue Lingiadi sur la tribune

L'orgue a été classé au titre des Monuments historiques en 1973,. Il a été restauré dans les années 1920 et de nouveau, en 1978-79, par Philippe Hartmann de Dôle.
L’orgue a été conservé intact dans sa structure d'origine. Il a été inauguré en 1979 par René Saorgin.